# Běleč nad Orlicí
Běleč nad Orlicí (deutsch Großbieltsch) ist eine Gemeinde in Tschechien. Sie liegt acht Kilometer südöstlich des Stadtzentrums von Hradec Králové und gehört zum Okres Hradec Králové.

## Geographie

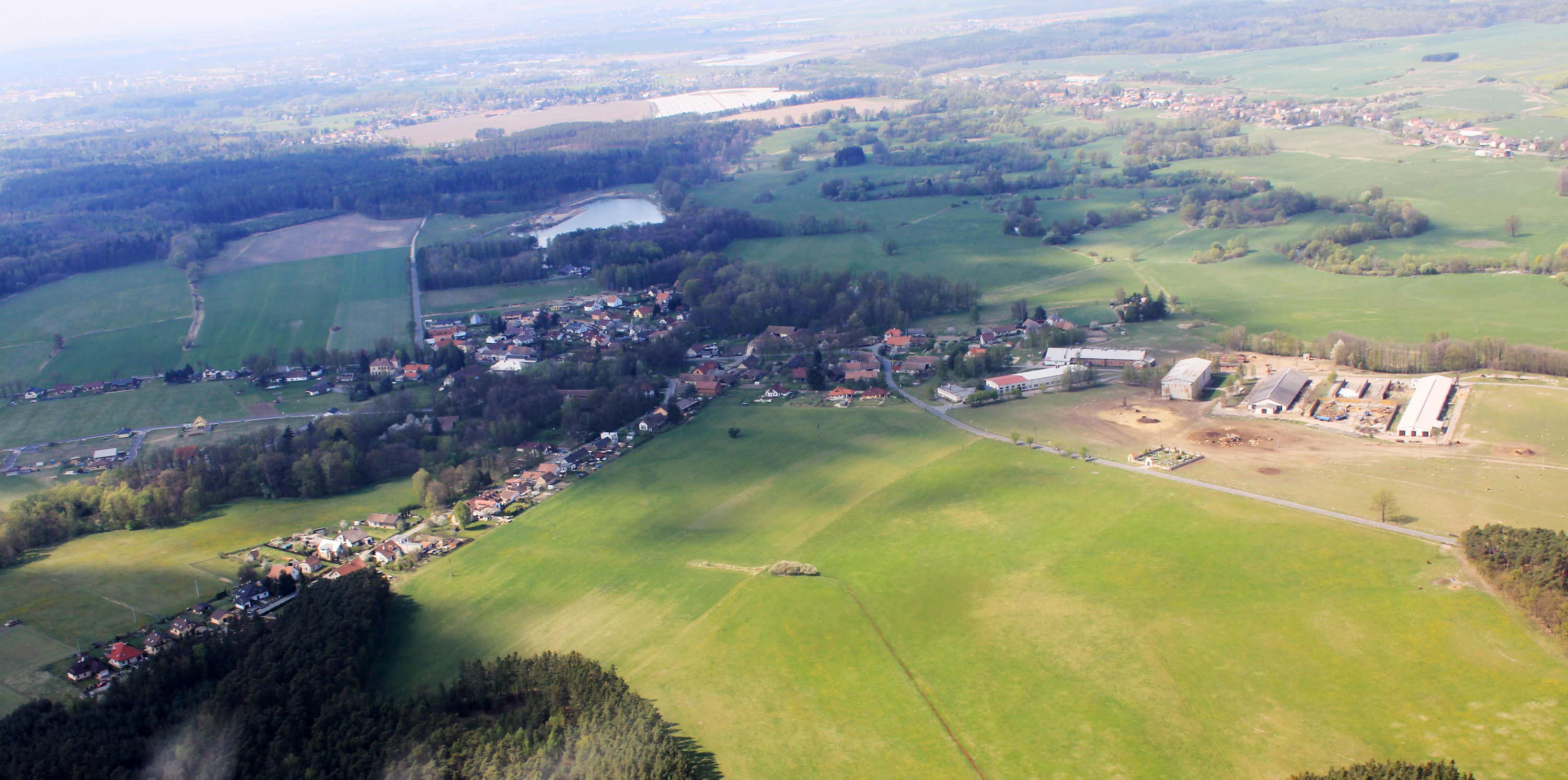
Běleč nad Orlicí aus der Luft

Běleč nad Orlicí befindet sich linksseitig der Orlice am Rande des Naturparks Orlice in den Orlické nivy (Adlerauen). Südlich des Dorfes fließt der Bach Bělečský potok, von dem unterhalb des Teiches Mlýnský rybník der Graben Bělečský náhon durch das Dorf zur Orlice geleitet wird. Běleč ist an drei Seiten von ausgedehnten Kiefernwäldern umgeben. Nordwestlich liegt der Baggersee Bělečský písník, der als Naherholungsgebiet dient.
Nachbarorte sind Blešno im Norden, Nepasice im Nordosten, Třebechovice pod Orebem und Krňovice im Osten, Štěnkov und Marokánka im Südosten, Bělečský Mlýn, Osada Kováků, Poděbradka, Bělečko, Podstrání und Hoděšovice im Süden, Vysoká nad Labem und Nový Hradec Králové im Südwesten, Malšovice und Malšova Lhota im Westen sowie U Hájenky, Svinary, Na Žerčích und Vycházející Slunce im Nordwesten.

## Geschichte
Funde von Siedlungsgruben zeugen von einer frühgeschichtlichen Besiedlung. Die erste urkundliche Erwähnung erfolgte am 9. April 1336, als König Johann von Luxemburg das Städtchen und die Feste Chvojno mit den zugehörigen neun Dörfern Albrechtsdorf, Běleč, Bělečko, Ekleinsdorf, Hermansdorf, Chvojence Nízké, Hoděšovice, Tiezmansdorf und Walthersdorf für 2000 Schock Groschen Der Name ist vom Eigennamen Bělcův Hof („Hof des Belc“) abgeleitet. Die Besitzer des Dorfes wechselten des Öfteren, bis 1848 gehörte Běleč zur Kammerherrschaft Pardubitz.

## Bevölkerungsentwicklung
- 1558: 22 Häuser
- 1617: 22 Häuser
- Nach dem Dreißigjährigen Krieg: 10 verlassene Häuser
- 1770: 30 Häuser
- 1840: 267 Einwohner
- 2004: 240 Einwohner

## Gemeindegliederung
Für die Gemeinde Běleč nad Orlicí sind keine Ortsteile ausgewiesen. Zu Běleč nad Orlicí gehören die Siedlungen Bělečský Mlýn und Osada Kováků sowie die Einschicht Marokánka.

## Sehenswürdigkeiten
- Sühnekreuz (Kulturdenkmal) aus dem 16. Jahrhundert
- Evangelische Reformschule (1859)
- Denkmal für Jan Hus (1915)
- Naherholungsgebiet Bělečský písník, die beiden kleineren der drei Baggerseen bilden das Naturdenkmal Bělečský písník
- Mühle Bělečský mlýn, die historische Wassermühle wurde abgetragen und in das Muzeum Skanzen Krňovice umgesetzt